# Dolichopteryx rostrata
Dolichopteryx rostrata is een straalvinnige vissensoort uit de familie van hemelkijkers (Opisthoproctidae). De wetenschappelijke naam van de soort is voor het eerst geldig gepubliceerd in 2006 door Fukui & Kitagawa.